# Gerard Visser
Gerardus Theodorus Maria (Gerard) Visser (Bovenkarspel, 14 februari 1950) is een Nederlands filosoof. Tussen 1980 en 1983 was hij als contractmedewerker verbonden aan de Interfacultaire Vakgroep voor Esthetica en Kultuurfilosofie (IVEK) van de Universiteit van Amsterdam, van 1985 tot 2015 doceerde hij cultuurfilosofie aan de Universiteit Leiden. Hij is medeoprichter en was van 2006 tot 2013 voorzitter van het Gezelschap voor Fenomenologische Wijsbegeerte.

## Leven
Gerard Visser ontving zijn gymnasiumopleiding aan het kleinseminarie Hageveld te Heemstede. Vervolgens voltooide hij aan de Universiteit van Amsterdam de studies Politieke en sociale wetenschappen en Filosofie. Op 26 juni 1987 promoveerde hij op het proefschrift `Nietzsche en Heidegger. Een confrontatie’. Zijn promotor was prof.dr. O.D. Duintjer.